# Ulica Zamkowa w Wieliczce
Ulica Zamkowa – zabytkowa ulica wielickiego Starego Miasta. Administracyjnie znajduje się na terenie Osiedla Śródmieście. 

## Położenie
Ulica znajduje się w północnej części Starego Miasta. Prowadzi od Rynku Górnego, w kierunku północnym, a następnie wschodnim, do ul. Władysława Sikorskiego. Jej długość wynosi 220 m.

## Historia
Droga została wytyczona w latach 90. XIII w., kiedy przystąpiono do zagospodarowywania powierzchni nowo lokowanego miasta zgodnie z prawem magdeburskim. Ulica Zamkowa połączyła wówczas dwa miejskie rynki: Górny - południowy i Dolny - północny. W latach 1333–1370 wzniesiono przy ulicy z datków mieszkańców parafialny kościół św. Klemensa (Zamkowa 7). W międzyczasie na południowy wschód od kościoła powstał miejski cmentarz, który stopniowo rozszerzany zajął ostatecznie niemal cały plac przykościelny i tereny po wschodniej stronie ulicy. W II połowie XIV w. na rogu ulicy Zamkowej i północnej pierzei Rynku Dolnego wzniesiono na polecenie króla Kazimierza Wielkiego Zamek Żupny, będący siedzibą zarządu kopalń soli w Wieliczce i Bochni. Niedługo później ulica zyskała drewnianą nawierzchnię, która jednak szybko uległa zniszczeniu. W XVII w. podniesiono poziom drogi i odnowiono jej nawierzchnię. W 1933 r. zlikwidowano Rynek Dolny, zaś w jego miejscu założono Planty Wielickie. Ulicę Zamkową wydłużono wówczas o część dawnej południowej jezdni Rynku i podłączono ją do równoległej ul. Czarnochowskiej (obecnie fragment ten nosi imię generała Władysława Sikorskiego). W związku z tym dawny trakt łączący dwa Rynki stracił na znaczeniu.

### Nazwa
Nazwa ulicy pochodzi od zlokalizowanego na jej północnym krańcu Zamku Żupnego, który mieści obecnie Muzeum Żup Krakowskich. Nazwa nie ulegała zmianom na przestrzeni wieków, z wyjątkiem lat 1941–1944, gdy brzmiała ona Schloßstraße. 

## Zabudowa
Z pierwotnej zabudowy ulicy zachowały się jedynie: Zamek Żupny oraz dzwonnica kościelna wielickiej fary. Obecnie wschodnią pierzeję zajmują małomiasteczkowe kamienice z XVIII–XIX wieku oraz kościół św. Klemensa. Po zachodniej natomiast stronie ulicy znajdują się zabudowania zamkowe oraz narożny z ul. Jana Kilińskiego neomodernistyczny gmach Urzędu Skarbowego, pochodzący z pierwszej dekady XXI wieku.
Cztery obiekty przy ulicy zostały wpisane do rejestru zabytków nieruchomych:
- kościół św. Klemensa z dzwonnicą oraz ogrodzeniem (nr rej.: A-198 z 31.10.1970),
- zespół Zamku Żupnego (nr rej.: A-579 z 15.03.1988),
- dom przy ul. Zamkowej 1, wybudowany po 1878 r. (nr rej.: A-545 z 7.07.1986),
- dom przy ul. Zamkowej 3, z 1893 r. (nr rej.: A-539 z 13.06.1986).